# Lago Harike
El lago Harike se encuentra en la parte más profunda de un gran humedal conocido como "Hari-ke-Pattan". Es el humedal más grande del norte de la India, en la frontera de los distritos de Tarn Taran y Firozpur, en el estado de Punjab, en la India.
El humedal y el lago se formaron tras la construcción de unas obras de captación para extraer agua en el río Sutlej en 1953. La captación se encuentra aguas abajo de la confluencia de los ríos Beas y Sutlej, justo al sur del pueblo de Harike. La rica biodiversidad del humedal, que juega un papel vital en el mantenimiento del precioso equilibrio hidrológico en la cuenca, por su gran concentración de fauna migratoria de aves acuáticas, incluidas varias especies amenazadas a nivel mundial (está al lado del Parque nacional de Keoladeo, cerca de Bharatpur) ha sido responsable del reconocimiento otorgado a este humedal en 1990, por la Convención Ramsar, como uno de los sitios Ramsar en la India, para la conservación, desarrollo y preservación del ecosistema.
Este humedal lacustre y fluvial hecho por el hombre se extiende a lo largo de los tres distritos de Tarn Taran , Firozpur y Kapurthala en el Punjab y cubre un área de 4100 ha. A la conservación de este humedal se le ha dado la debida importancia, desde 1987-1988, tanto por parte del Ministerio de Medio Ambiente y Bosques del Gobierno de la India como del Gobierno del Estado de Punjab (a través de sus diversas agencias), y a lo largo de los años se han llevado a cabo varios estudios y programas de gestión.

## Acceso
Harike o Hari-ke-Pattan, como se le llama popularmente, es la ciudad más cercana al humedal, la estación de tren de Makhu (Firozpur) y la parada de autobús están situadas 10 km al sur de la ciudad de Harike, que conecta con Firozpur, Faridkot y Bhatinda por la Carretera Nacional .

## Aspectos de hidrología e ingeniería.
El clima monzónico domina la cuenca que desemboca en el humedal. Las obras de captación construidas en el río Sutlej aguas abajo de su confluencia con el río Beas y el embalse creado, que forman el lago Harike y el humedal ampliado, forman parte de un proyecto para el riego y el suministro de agua potable, a través de una serie de canales de alimentación en Firozpur, Rajasthan y Makku, con una capacidad de carga total de 29 000 pies cúbicos por segundo (821,2 m³/s), para abastecer a las áreas necesitadas  en los estados de Punjab y Rajasthan. El gran Canal Indira Gandhi en Rajasthan se alimenta de esta fuente. El lago es triangular, con su vértice en el oeste, delimitado por un terraplén llamado Dhussi Bund, que forma un lado, con un canal en el segundo lado y una carretera principal en el tercero. La periferia del lago está rodeada de tierras agrícolas y se sabe que el humedal es rico en recursos de agua subterránea. 

## Calidad del agua
El Consejo Estatal de Ciencia y Tecnología del Punjab ha informado de que la calidad del agua del lago es en su mayoría de Clase 'A', según los criterios de mejor uso designados, a pesar de que grandes volúmenes de agua contaminada se descargan en el humedal desde industrias y centros urbanos.

## Biodiversidad
Se dice que la rica biodiversidad del humedal, con varias especies de aves, tortugas, serpientes, anfibios, peces e invertebrados, es única.

### Santuario de aves
El humedal fue declarado santuario de aves en 1982, con un área de 8600 ha. La Sociedad de Historia Natural de Bombay – BNHS) llevó a cabo una investigación y un programa de anillamiento durante el período 1980-1985. Se propuso que el BNHS estableciera un laboratorio de campo ornitológico. En 1990, la zona del lago, con unas treinta islas, en la confluencia de los ríos Sutlej y Beas, fue declarada sitio Ramsar, con 4100 ha (41 km2)
Unas 200 especies de aves visitan el humedal durante la temporada de invierno, de las cuales algunas de las especies más conocidas ( algunas se muestran en la galería ) son el ganso pigmeo algodonero, el porrón moñudo, el pico mahratta,  la paloma del Turquestán, la gallineta crestada, el gavión cabecinegro, la gaviota centroasiática, la gaviota de cabeza negra, la gaviota patiamarilla, el rayador indio, el  fumarel aliblanco, el buitre dorsiblanco bengalí, el aguilucho pálido, el gorrión arborícola, el halcón (subfamilia Accipitrinae), elalcotán europeo, el zampullín cuellirrojo , el zampullín cuellinegro, el somormujo lavanco, el abanico cejiblanco, el alcaudón pardo, el alcaudón común, la tarabilla coliblanca, el carbonero común de corona blanca, la prinia de Burnes, layerbera palustre, el ruiseñor bastardo, el mosquitero del Pamir y el pato buceador.

### Vegetación

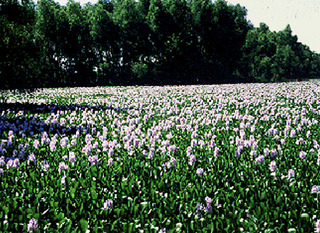
JJacinto de agua en el humedal

La rica vegetación flotante del humedal comprende lo siguiente:
- Eichhornia crassipes domina en el 50% del área.
- Azolla sp. se ven escasamente en áreas de aguas abiertas.
- Nelumbo nucifera, el loto, es la vegetación flotante prominente enraizada.
- Ipomoea aquatica, se encuentra en la periferia del lago en las regiones menos profundas.
- Najas, Hydrilla, Ceratophyllum, Potamogeton, Vallisneria y Carales son las especies de vegetación sumergida
- Typha sp. es la vegetación de pantano emergente dominante.
- Pequeños islotes flotantes  formados por Eichhornia crassipes y otras especies de hierbas en el lodo y la zona de raíces de todo el humedal.

A lo largo de los terraplenes se plantan Dalbergia sissoo, Acacia nilotica, Zizyphus sp., Ficus sp., exótica Prosopis juliflora en grandes matas y otros árboles. El Departamento de Vida Silvestre del Estado ha construido montículos de tierra en el área del pantano con árboles plantados para aumentar los sitios de anidación de las aves.

### Fauna acuática
Tortugas y nutrias de pelo liso, incluidas en el Lista Roja de la UICN de animales amenazados, se encuentran en el humedal.
Se registran 26 especies de peces que incluyen rohu, catla, Puntius, Cirrhina, Channa, Mystus, Chitala chitala, Cyprinus y Ambassis ranga.
Los invertebrados registrados son: moluscos (39 y 4 taxones), insectos (6 y 32 taxones), crustáceos (27 taxones), anélidos (7 taxones), nematodos (7 y 4 taxones), rotíferos (59 y 13 taxones) y protozoos. (5 y 21 taxones). 

### Delfines del Indo

Medida comparativa del delfín de río

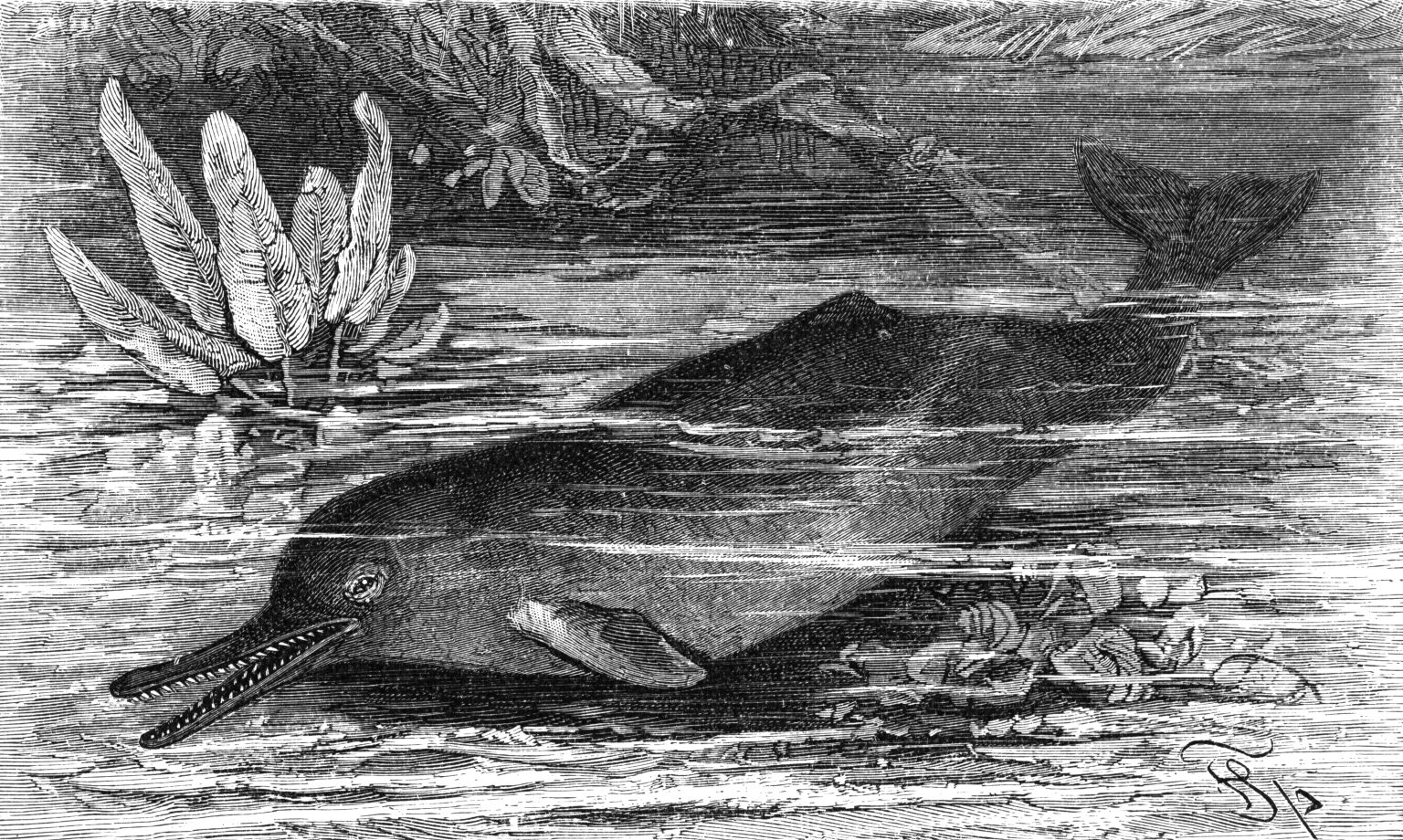
Delfín del río Indo

El delfín del Indo ( Platanista gangetica minor ), que se supone que se extinguió en la India después de 1930, pero que se encuentra principalmente en el sistema del río Indo en Pakistán, fue avistado recientemente en el río Beas, en el área de humedales de Harike. Este mamífero acuático catalogado como especie en peligro de extinción en el Libro Rojo de Datos de la Unión Internacional para la Conservación de la Naturaleza y los Recursos Naturales es considerado un hallazgo significativo. Los delfines fueron descubiertos por Basanta Rajkumar, el oficial a cargo del área mientras recorría el área en una lancha a motor en la mañana del 14 de diciembre de 2007. El conservacionista de delfines de agua dulce del equipo de World Wildlife Fund India, que fue llamado para ayudar a inspeccionar el área después del descubrimiento, avistó una familia de media docena de delfines en dos lugares diferentes a lo largo del tramo de 25 km río arriba de Beas y así confirmó la veracidad del aviso dado por los funcionarios forestales del gobierno estatal. Una autoridad en delfines de agua dulce con especialidad en especies en peligro de extinción del Instituto de Vida Salvaje de la India, en Dehradun, también confirmó este hallazgo. Su descubrimiento en 2007, que fue declarado por las Naciones Unidas como el Año del Delfín, fue considerado un evento especial. Sin embargo, en el mismo río Beas, unos 140 km río abajo de la Presa de Harike, en territorio de Pakistán, los delfines del Indo se encuentran regularmente.

### Gaviales
El gavial ( Gavialis gangeticus ) se encontró una vez en grandes cantidades en el sistema del río Indo antes de que su población disminuyera y ahora está clasificado como en peligro crítico en la Lista Roja de Especies en Peligro de la Unión Internacional para la Conservación de la Naturaleza ( UICN ).  El gobierno del Punjab se plantea liberar 10 gaviales en los humedales de Harike como el primer paso para aumentar su número y atraer a más turistas.

## Degradación del humedal
El humedal que existe desde 1953 sufrió cambios a lo largo de los años debido a varios factores, algunos de los cuales son:
- Intrusiones en el hábitat de los humedales debido a la agricultura intensiva con los residuos resultantes de productos químicos agrícolas y otras intrusiones controvertidas.
- Utilización de aguas superficiales y subterráneas para riego.
- Descarga de desechos no tratados de pueblos y aldeas por actividades industriales, urbanas y agrícolas en los ríos que alimentan el humedal, lo que da como resultado un crecimiento extenso de malezas (jacinto de agua) en el humedal (se informó que el agua contaminada descargada es de aproximadamente 700 millones de litros por día.
- El profuso crecimiento del jacinto de agua había cubierto el 80 por ciento de la superficie de agua abierta, lo que resultó en el cierre de las 33 islas.
- Erosión del suelo y sedimentación debido a la deforestación de las frágiles colinas inferiores de la cordillera de Siwalik que forman parte de la cuenca del humedal.
- Pesca ilegal y caza furtiva a pesar de la Ley de (Protección) de Vida Silvestre.
- Pastoreo indiscriminado en las cuencas que daña la ecología de los humedales.
- Un estudio de teledetección del área del humedal, junto con el análisis de la lluvia, la descarga y el nivel del agua subterránea, mostró que el patrón de flujo había disminuido y el tamaño del área del humedal se había reducido en aproximadamente un 30 % durante un período de estudio de 13 años.[7]
- La crisis ecológica había llegado a tal punto que los ambientalistas estimaron que la vida útil del humedal estaba disminuyendo.

## Medidas de restauración
La gravedad del estado degradado del humedal ha sido abordada para implementar varias medidas de restauración por parte de una gran cantidad de organizaciones/agencias/instituciones de investigación de los gobiernos central y estatal y también de las Unidades del Ejército de la India ubicadas en el área. Las medidas emprendidas para la conservación del humedal han contemplado las siguientes actuaciones.

El Ministro Principal del Estado de Punjab instituyó, en 1998, la Misión de Conservación del Humedal Harike para:
a) Preparar un Plan Maestro para la conservación y el desarrollo integrados del humedal Harike;
b) Emprender proyectos y programas específicos para la conservación del ecosistema de la región de Harike;
c) regular, controlar y monitorear todas las actividades de desarrollo que tengan relación con el ecosistema del humedal de Harike;
d) Evaluar todos los planes y propuestas de todos los departamentos del Gobierno que conciernen al futuro de Harike.
La amenaza del jacinto de agua fue abordada por el Ejército de la India (Comando Occidental, Cuerpo Vajra) en el año 2000, en un esfuerzo conjunto iniciado por el ministro Principal del Estado. Bajo el proyecto piloto llamado "Sahyog", el Ejército adoptó varios sistemas mecánicos innovadores de eliminación de malezas. El General de Ejército informando sobre el avance de las obras manifestó:
A través de una serie de métodos innovadores, logramos fabricar barreras dinámicas, cabrestantes, etc. Después de la operación, hemos colocado barreras estáticas y dinámicas en puntos estratégicos del lago Harike para contener las esteras flotantes de jacinto de agua para que no se propague. Al final de seis meses de trabajo incansable por parte de nuestro equipo, habíamos abierto cuatro canales, que se habían obstruido con sedimentos a lo largo de los años. También plantamos 750 árboles jóvenes de plantas de dos años de edad en la isla para que las aves puedan anidar y descansar en el futuro.
- El Consejo Estatal de Ciencia y Tecnología de Punjab elaboró un plan de gestión que incluía: 
  - Apertura de compuertas durante el monzón
  - Monitoreo del período de migración de la calidad del agua
  - Cercar algunas de las porciones seleccionadas de la invasión
  - Forestación de la zona de captación
  - Encuesta, mapeo y notificación
  - Conservación del suelo
  - Educación y Concientización Pública

## Día mundial de los humedales
El 2 de febrero de 2003 se celebró en Harike el Día Mundial de los Humedales con el lema "Sin humedales, no hay agua", que también marcó el "Año Internacional del Agua Dulce".

## Galería

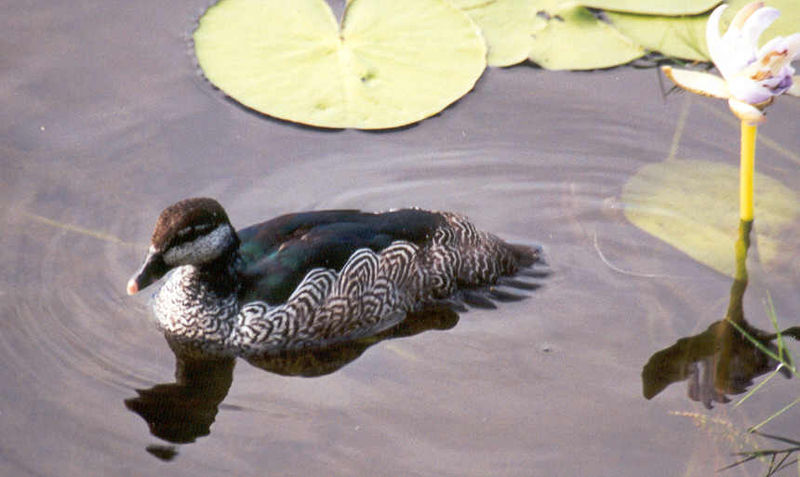
Gansito asiático
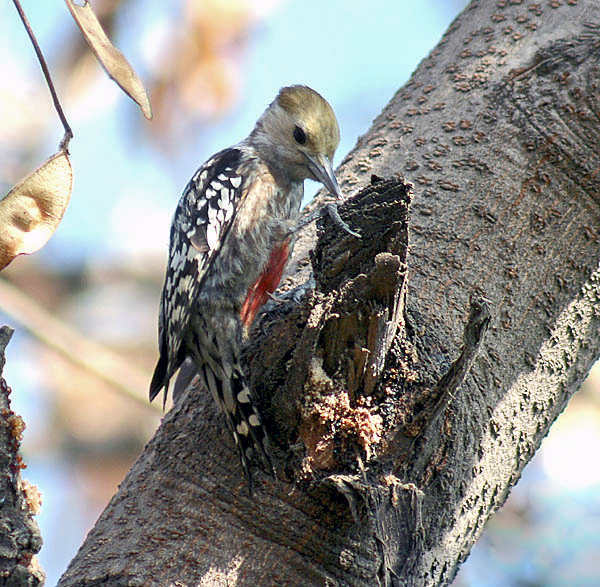
Pico mahratta
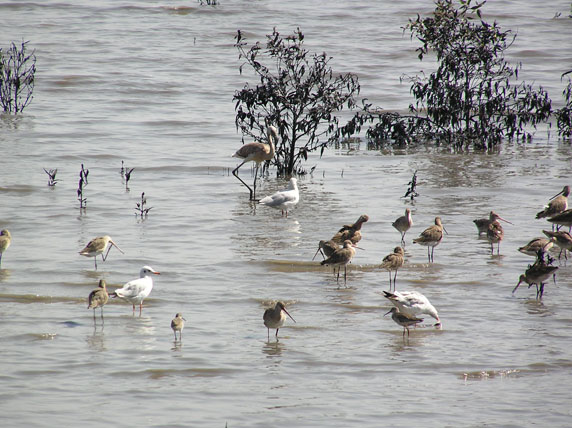
Gaviota hindú
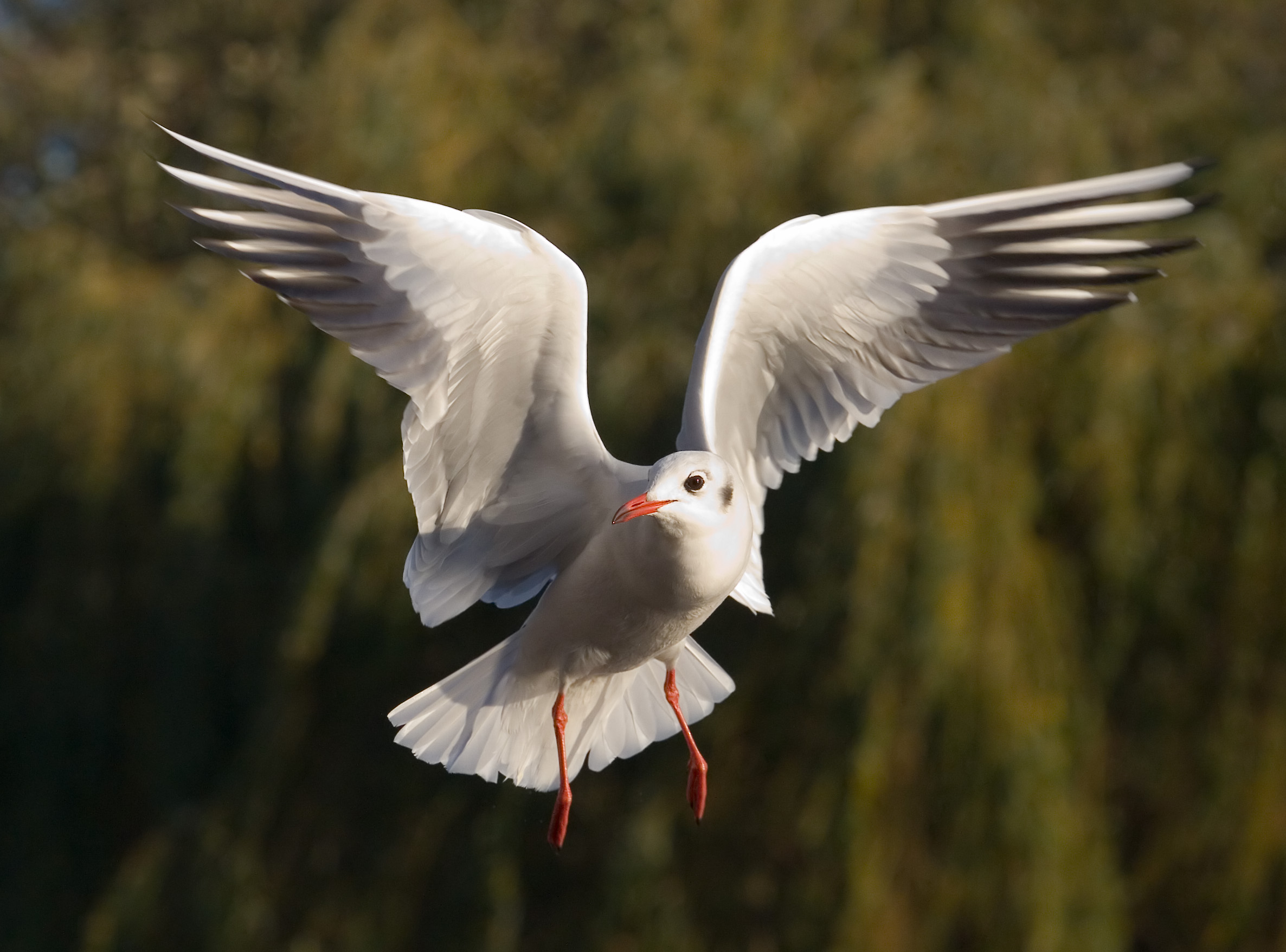
Gaviota reidora
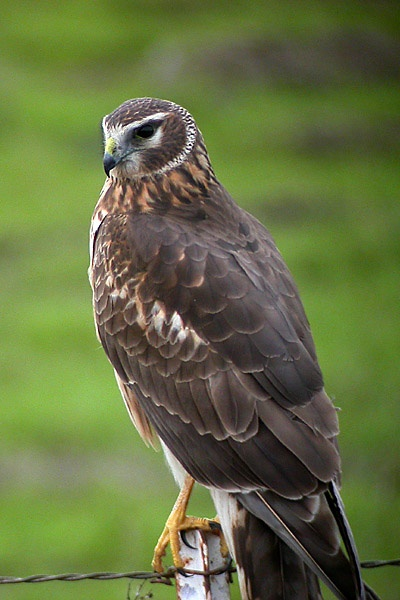
Aguilucho pálido
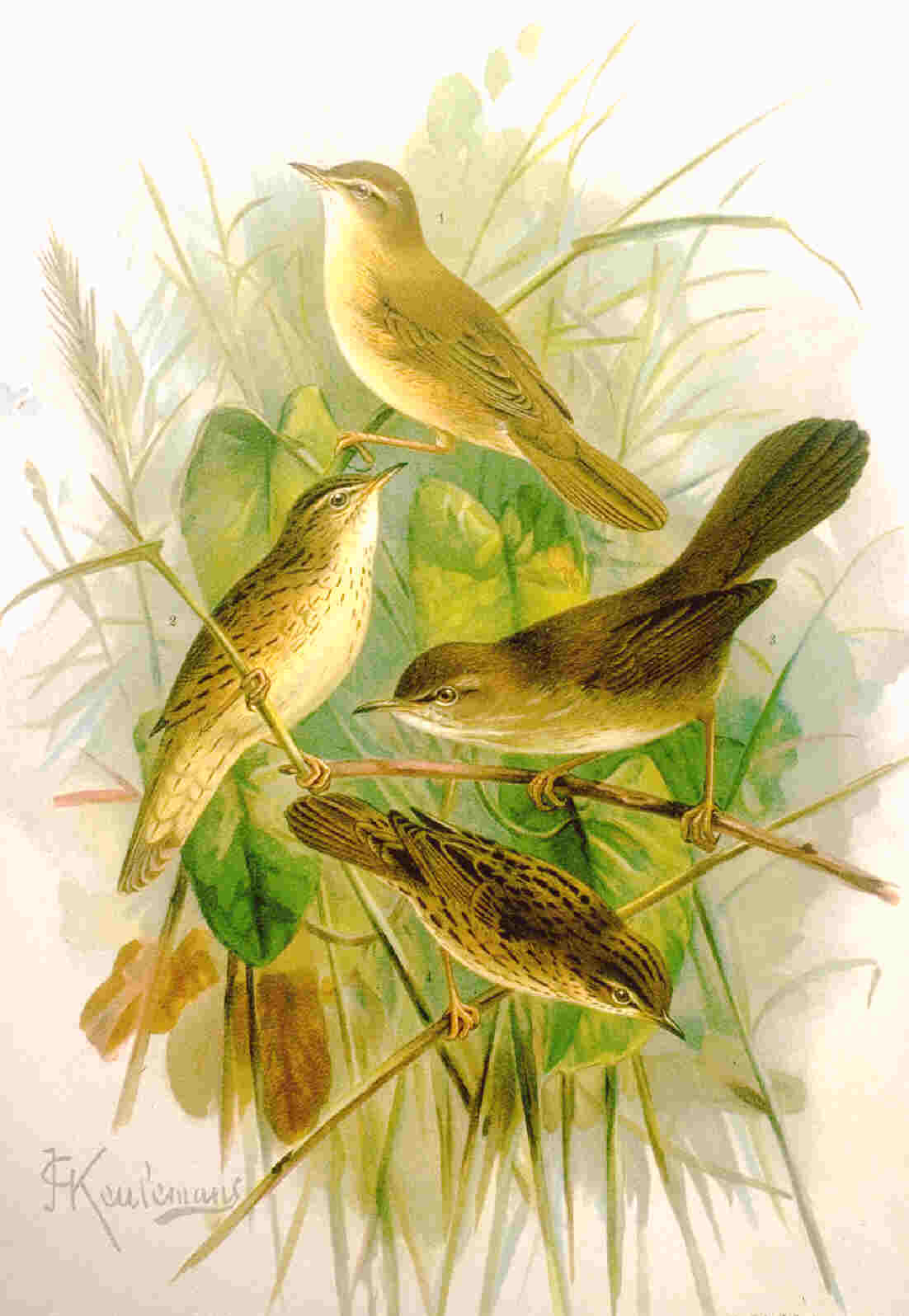
Cetia ruiseñor
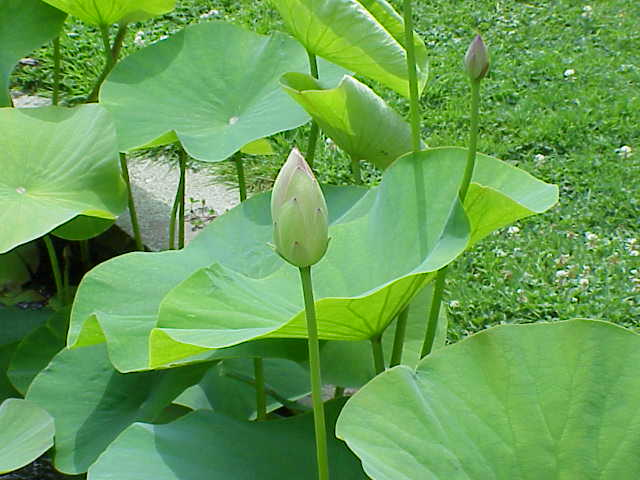
Nelumbo nucifera – loto
Prosopis juliflora, mezquite